# 古雷勒
古雷勒（法語：Gourhel，法語發音：[ɡuʁɛl]）是法国莫尔比昂省的一个市镇，属于蓬蒂维区。

## 地理
古雷勒（47°56'15"N, 2°21'39"W）面积2.83 平方千米，位于法国布列塔尼大區莫尔比昂省，该省份为法国西北部沿海省份，位于布列塔尼半岛南部，北起阿摩尔滨海省、西接菲尼斯泰尔省，南濒大西洋，东南接大西洋卢瓦尔省，东临伊勒-维莱讷省。
与古雷勒接壤的市镇（或旧市镇、城区）包括：普洛埃梅勒、康佩内阿克。

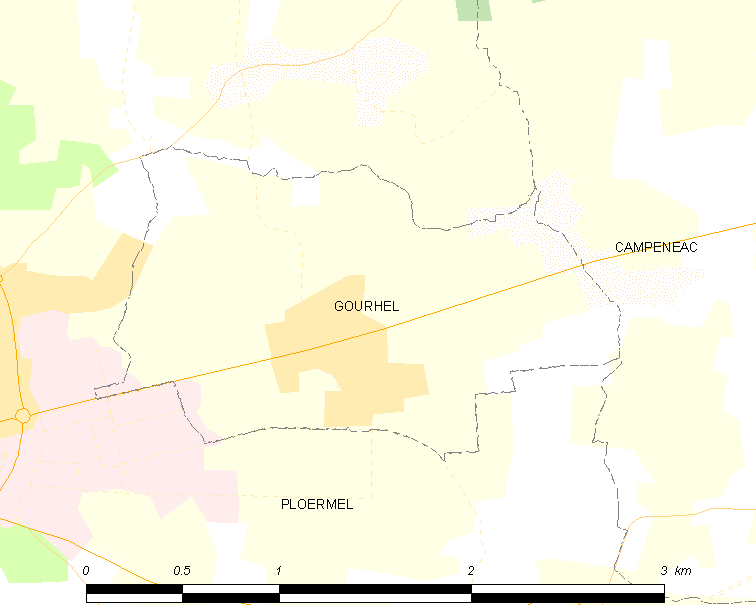
古雷勒的OSM定位图

古雷勒的时区为UTC+01:00、UTC+02:00（夏令时）。

## 行政
古雷勒的邮政编码为56800，INSEE市镇编码为56065。

## 政治
古雷勒所属的省级选区为普洛埃梅勒县。

## 人口

1962-2008年间古雷勒人口变化图示

古雷勒于2022年1月1日时的人口数量为724人。